# Argelander (månekrater)
Argelander er et nedslagskrater på Månen. Det befinder sig i det sydligt-centrale højland på Månens forside og er opkaldt efter den prøjsiske astronom Friedrich Wilhelm Argelander (1799-1875).
Navnet blev officielt tildelt af den Internationale Astronomiske Union (IAU) i 1935. 
Krateret observeredes første gang i 1645 af Johannes Hevelius.

## Omgivelser
Argelander ligger i midtpunktet mellem det mindre Vogelkrater mod nord og det større Airykrater mod syd. Mod nordvest ligger den nedslidte rest af Parrotkrateret. I vestlig retning er der en smal kløft i overfladen, som løber i retningen nord-nordvest og skærer den sydøstlige rand af Parrotkrateret. 

## Karakteristika
Argelanderkraterets rand er noget nedslidt og indskåret, omend mindre forvredet end Airykrateret mod syd. Kraterbunden er relativt flad, og der er en lille, central bakke. En kurvet sænkning i overfladen følger den vestlige rand, hvilket giver væggen en vold på den side.

## Satellitkratere
De kratere, som kaldes satellitter, er små kratere beliggende i eller nær hovedkrateret. Deres dannelse er sædvanligvis sket uafhængigt af dette, men de får samme navn som hovedkrateret med tilføjelse af et stort bogstav. På kort over Månen er det en konvention at identificere dem ved at placere dette bogstav på den side af satellitkraterets midte, som ligger nærmest hovedkrateret. Argelanderkrateret har følgende satellitkratere:
| Argelander | Længde  | Bredde   | Diameter |
| ---------- | ------- | -------- | -------- |
| D          | 32,5° S | 128,0° Ø | 34 km    |
| K          | 36,3° S | 126,8° Ø | 29 km    |
| L          | 36,3° S | 126,2° Ø | 73 km    |
| Q          | 36,1° S | 122,5° Ø | 28 km    |
| W          | 32,2° S | 123,9° Ø | 50 km    |

## Måneatlas
- Billeder af Argelanderkrateret i LPI-måneatlasset